# Anii
L'anii (o basila, o gisida, o ounji-ounji) és una llengua kwa que es parla a la regió de Donga, a Benín, Ghana i a Togo. L'anii és la llengua materna dels aniis. Hi ha entre 48.900 (2011) i 58.000 parlants de basila. El seu codi ISO 639-3 és blo i el seu codi al glottolog és anii1245.

## Família lingüística
L'anii és una llengua que està juntament amb l'adele en un subgrup de les llengües nyos, que són llengües kwa, que formen part de la gran família de les llengües nigerocongoleses.

## Geolingüística i pobles veïns
A Benín, els aniis viuen a 18 aldees de la zona fronterera amb Togo, a prop de Bassila, al nord-oest del departament de Donga. A Togo viuen a la prefectura de Tchamba, a la Regió Central.
Segons el mapa lingüístic de Benín de l'ethnologue, el territori anii està situat al centre-nord, a l'oest del país, a la frontera amb Togo, que està al seu oest. Els aniis limiten amb els kura ede nagos, els yoms, els lama i els kabiyès, que estan al nord; a l'est hi viuen els baatonums, els ditammaris i els yoms; i al sud ho fan amb els nagos septentrionals.
Segons el mapa lingüístic de Togo de l'ethnologue, el territori anii està a l'est del país, a la frontera amb Benín (és contigu al territori anii d'aquest país). Limita amb els tems i els akaselems a l'oest, amb els bago-kusuntus al sud-oest i amb els nagos septentrionals, al sud.
L'anii es parla a catorze aldees del municipi de Bassila, a Benín, i a quatre aldees de Togo. A Benín es parla a les poblacions: Bassila, Guiguisso, Frignon, Kodowari, Pénessoulou, Pénélan, Nagayilé, Bodi, Bayakou, Dengou, Meelan, Saramanga, Agarendebou, Mboroko et Yari. A Togo, es parla a Afem, Nandjoubi, Kouloumi et Balanka.

## Dialectologia
Segons l'ethnologue i el glottolog l'anii té els següents dialectes: l'agerendebu ka gija (Agérendébou), el Frinyio ka gija (Frignion), el Gibayaakuja (Bayaku), el Gibodija (Bodi), el Giborokoja (Mboroko),el Gideenguja (Dengou), el Gifolanga (Guiguisso), el Gikodowarja (Kodowari),el Gipenelanja (Pénélan), el Gipenesulja (Pénéssoulou), el Gisaramangaja (Saramanga), el Giseda (Bassila), el Naagayili ka gija (Nagayilé), el Ngmeelang ka gija (Melan) i el Yaari ka gija (Yarí).
El dialecte que utilitzen més els adults és el giseda. Entre els dialectes del nord hi ha una major intel·ligibilitat.
| Població    | Nom del dialecte   |
| ----------- | ------------------ |
| Balanka     | gɩlampǝla          |
| Kouloumi    | gɩkolonja          |
| Nandjoubi   | gɩnanjʊbɩja        |
| Afem        | gɩsheme            |
| Bassila     | gɩsǝɖa             |
| Guiguisso   | gɩfolaŋa           |
| Frignion    | Frinyɩʊ ka gɩja    |
| Kodowari    | gɩkoɖowarja        |
| Pénessoulou | gɩpenesulja        |
| Pénélan     | gɩpɛnɛlanja        |
| Nagayilé    | naagayili ka gɩja  |
| Bodi        | gɩboɖija           |
| Bayakʊ      | gɩbayaakʊja        |
| Dengou      | gɩɖɛɛŋʊja          |
| Melan       | Ŋmɛɛlaŋ ka gɩja    |
| Saramanga   | gɩsaramaŋgaja      |
| Agéréndébou | Agerenɖebu ka gɩja |
| Mboroko     | gɩbɔrɔkɔja         |
| Yari        | Yaarɩ ka gɩja      |

## Gramàtica
L'anii és una Llengua SVO. Té 14 classes de noms i 23 fonemes consonàntics. És una llengua tonal.

### Alfabet
| Majuscules | A | Ǝ | B | C | Ɖ | E | Ɛ | F | G | Gb | H | I | Ɩ | J | K | Kp | L | M | N | Ny | Ŋ | Ŋm | O | Ɔ | P | R | S | Sh | T | U | Ʊ | W | Y |
| Minuscules | a | ǝ | b | c | ɖ | e | ɛ | f | g | gb | h | i | ɩ | j | k | kp | l | m | n | ny | ŋ | ŋm | o | ɔ | p | r | s | sh | t | u | ʊ | w | y |

## Sociolingüística, estatus i ús de la llengua
L'anii és una llengua desenvolupada (EGIDS 5): Està estandarditzada té literatura i gaudeix d'un ús vigorós per persones de totes les edats i generacions tant en la llar com en societat en tots els àmbits tot i que no és totalment sostenible. L'alladian s'escriu en alfabet llatí des de 1975. Hi ha literatura des de 1980 en llengua anii, poesia, revistes, programes de ràdio i diccionari. Els aniis també parlen l'ede nago i el tem.